# Niko-Dovana-Stadion
Das Niko-Dovana-Stadion (albanisch Stadiumi Niko Dovana) ist ein Fußballstadion mit Leichtathletikanlage in der albanischen Stadt Durrës. Es bietet 12.040 Plätze auf den Rängen.
Momentan ist es die Heimspielstätte des Fußballvereins KS Teuta Durrës und wird meist für Fußballspiele genutzt. Die Anlage wurde in den 1990er Jahren, zu Ehren des ehemaligen Torwarts vom KS Teuta Durrës Niko Dovana, in Niko-Dovana-Stadion umbenannt.
Die albanische Fußballnationalmannschaft spielte am 11. August 2010 gegen die usbekische Fußballnationalmannschaft (1:0) ihre erste Partie im Stadion von Durrës. Am 5. März 2014 wurde gegen Malta (2:0) ein weiteres Länderspiel in Durrës ausgetragen.
Nach den Erdbeben im September und November 2019 wurden im respektive um das Stadion Zelte als provisorische Unterkünfte für Personen, die ihr Obdach verloren hatten, aufgestellt. Das Stadion diente auch als provisorischer Hubschrauberlandeplatz für Hilfskräfte.